# Septoria rhododendri
Septoria rhododendri è una specie di fungo ascomicete della famiglia delle Mycosphaerellaceae. Parassita, causa la septoriosi delle piante di Rododendri.